# Minerały autogeniczne
Minerały autogeniczne, minerały autigeniczne – minerały, które powstały w środowisku tworzenia się skał osadowych, a nie zostały przytransportowane z innego środowiska czy basenu sedymentacyjnego. Powstają one w wyniku bezpośredniego wytrącenia się z roztworu, z kolumny wody, wody porowej lub przez rekrystalizację albo w wyniku późniejszych przemian diagenetycznych czy wietrzenia w obrębie nagromadzonego osadu .
Najczęściej spotykanymi są węglany: kalcyt, dolomit i syderyt oraz minerały związane z ewaporatami . Glaukonit tworzy się podczas diagenezy z minerałów ilastych rozproszonych w osadzie płytkomorskim i jest wskaźnikiem bardzo powolnej lub nieznacznej dostawy materiału klastycznego lub węglanowego.
Odmienną definicję podają Ryka & Maliszewska, wg których minerałem autogenicznym jest każdy minerał uformowany w czasie powstawania dowolnej skały (a więc nie tylko osadowej, ale i metamorficznej, czy magmowej) lub wczesnej fazy przeobrażenia takiej skały .